# Планера
Плане́ра, или Сикамо́ра (лат. Planera) — монотипный род семейства Вязовые (Ulmaceae) с единственным представителем Планера водная (Planera aquatica).

## Распространение и экология
В природе ареал охватывает территорию США — от Миссури до Индианы и от Кентукки и Северной Каролины до Техаса и Флориды. В культуре встречается крайне редко.
Растёт во влажных пойменных лиственных лесах, в пойменных озёрах и в кустарниковых болотах. Естественно произрастает в USDA-зонах 6a—9a.

## Ботаническое описание

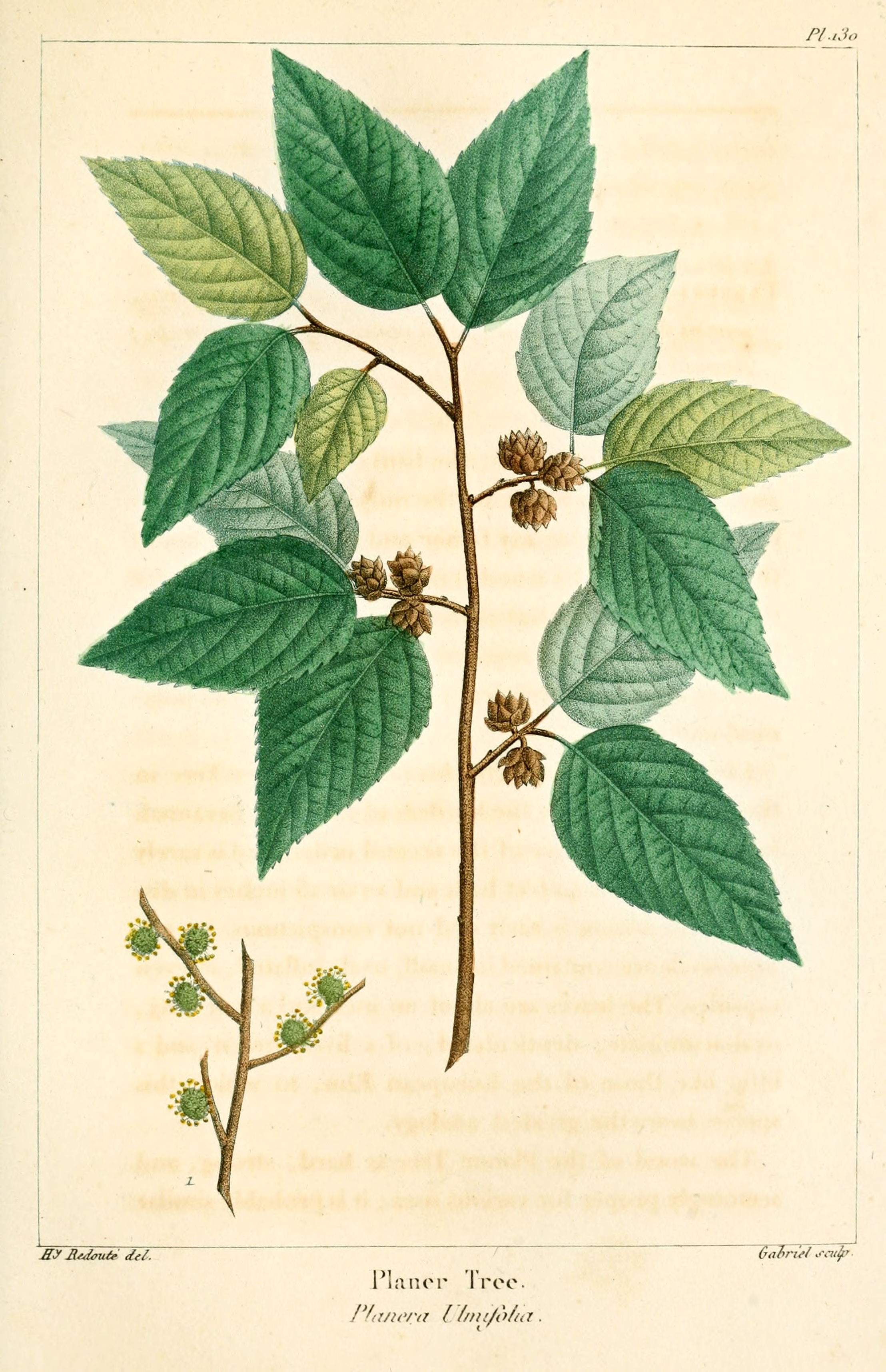
Ботаническая иллюстрация из книги Франсуа Мишо The North American sylva, 1819

Дерево высотой 10—15 м (до 40 м), со стволом диаметром около 0,5 м (до 1,5 м) и широкой или продолговатой кроной.
Кора красно-коричневая, отслаивается полосками.
Листья с ланцетными прилистниками, голые, яйцевидные или продолговато-ланцетные, длиной 4—9 см, остроконечные, у основания закруглённые или сердцевидные, несколько неравнобокие, по краю остро-неравно-зубчатые, на черешках длиной 3—5 см.
Цветки однополые или обоеполые. Растение однодомное. Тычиночные цветки в пучках на веточках второго года; пестичные или обоеполые — в пазухах листьев на коротких побегах текущего года. Околоцветник 4—6-лопастной; тычинки сильно выдаются из околоцветника; завязь продолговато-овальная, одногнездная, с двумя точечными рыльцами. Цветение в апреле — мае, одновременно с распусканием листьев.
Плод — сжатый, кожистый орешек диаметром 1 см, покрытый бородавчатыми выростами, на щетинистой ножке.

## Таксономия
Планера (Planera) с единственным видом Планера водная (Planera aquatica) входят в состав семейства Вязовые (Ulmaceae) порядка Розоцветные (Rosales).
|  |                                      |  |                                                             |                                                             |                   |  | ещё 8 семейств (согласно Системе APG II) |                   |                        |                                 |
|  |                                      |  |                                                             |                                                             |                   |  |                                          |                   |                        | единственный вид Планера водная |
|  |                                      |  |                                                             | порядок Розоцветные                                         |                   |  |                                          |                   | монотипный род Планера |                                 |
|  |                                      |  |                                                             | порядок Розоцветные                                         |                   |  |                                          |                   | монотипный род Планера |                                 |
|  | отдел Цветковые, или Покрытосеменные |  |                                                             |                                                             | семейство Вязовые |  |                                          |                   |                        |                                 |
|  | отдел Цветковые, или Покрытосеменные |  |                                                             |                                                             |                   |  |                                          |                   |                        |                                 |
|  |                                      |  | ещё 44 порядка цветковых растений (согласно Системе APG II) | ещё 44 порядка цветковых растений (согласно Системе APG II) |                   |  |                                          | ещё около 9 родов | ещё около 9 родов      |                                 |
|  |                                      |  |                                                             | ещё 44 порядка цветковых растений (согласно Системе APG II) |                   |  |                                          |                   | ещё около 9 родов      |                                 |

## Изображения
| |  |  |  |  |
| Слева направо: кора, листья, плоды, изображение в книге "American forest trees" (1913), изображение Planera ulmifolia (синоним?) в книге "Traité des arbres et arbustes que l'on cultive en France en pleine terre" (1801—1819) |  |  |  |  |